# Wolfstein (Adelsgeschlecht)

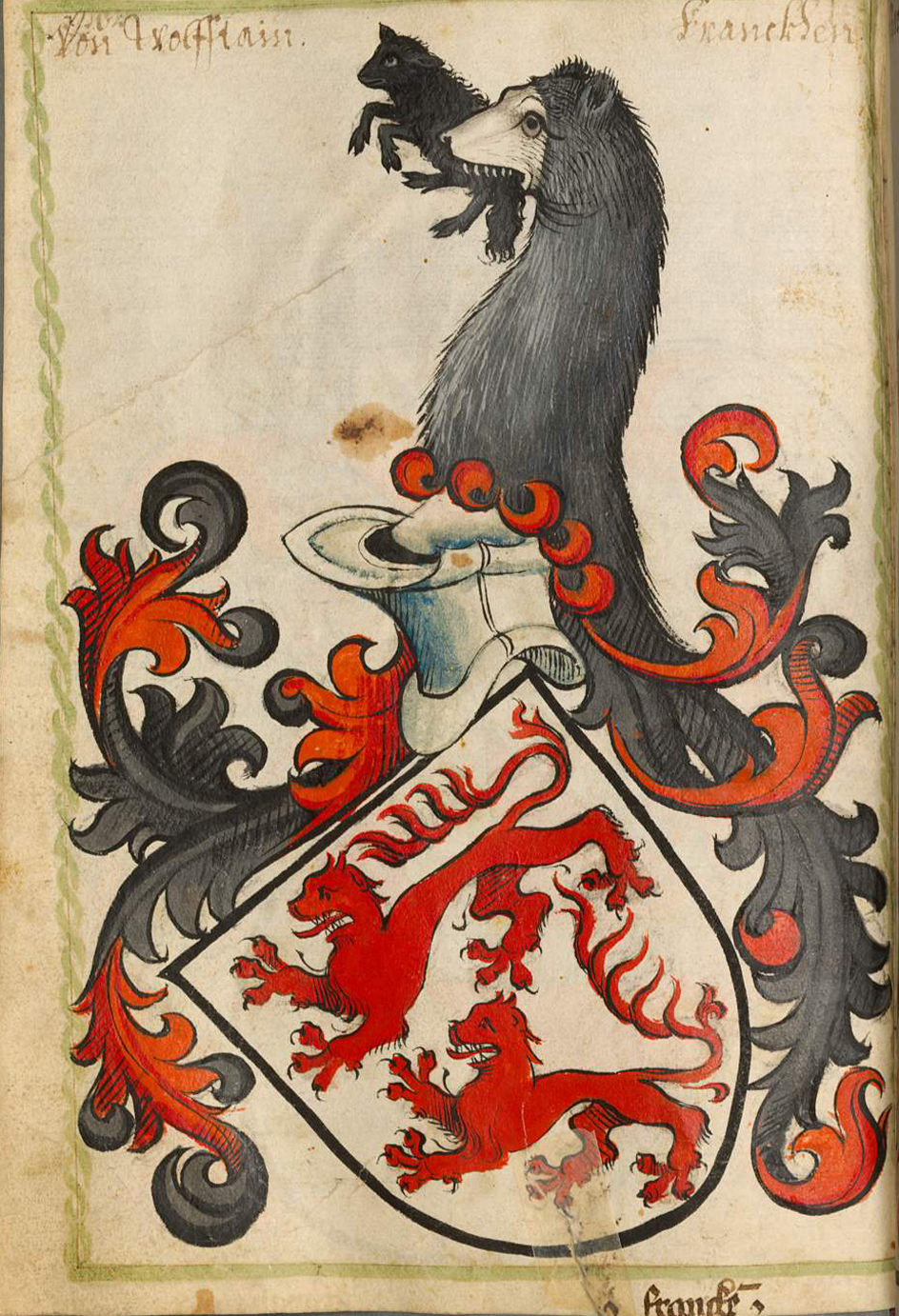
Wappen des Geschlechts Wolfstein aus dem Scheiblerschen Wappenbuch

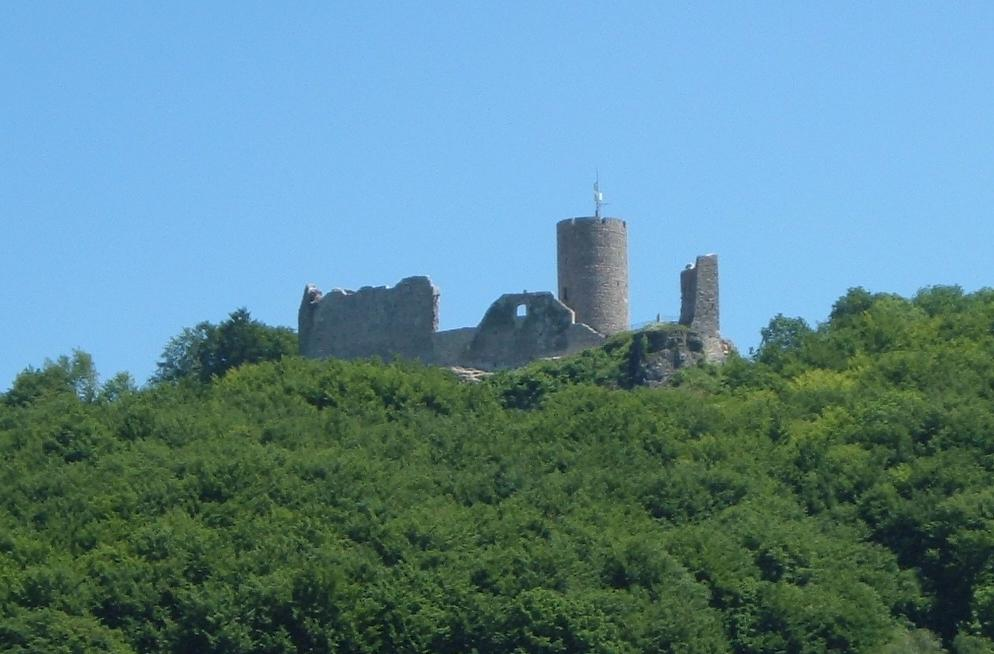
Burg Wolfstein bei Neumarkt, der Stammsitz der Familie

Wolfstein ist der Name eines alten bayerisch-fränkischen Adelsgeschlechts, das ab dem 13. Jahrhundert über Teile der Region westlich und südlich von Neumarkt in der Oberpfalz herrschte.

## Geschichte

### Herkunft
Die Herren von Wolfstein gehen auf eine Nebenlinie der Herren von Sulzbürg zurück. Gegen Ende des 13. Jahrhunderts begann sich Gottfried, der Bruder des Ulrich von Sulzbürg, nach Wolfstein zu benennen. Ob und inwiefern ein verwandtschaftliches Verhältniss zum Edelfreien Wolfsteinern zu Wolfstein bei Neumarkt, der urkundlich um 1120 erstmals fassbar wird, besteht ist nicht weiter geklärt. Die Herrschaft des Adelsgeschlechtes der Reichsritter, Reichsfreiherren (seit 1522) und zuletzt Reichsgrafen (seit 1673) von Wolfstein erstreckte sich bis zum Aussterben dieses Geschlechtes im Mannesstamm im Jahre 1740 auf die zwei Reichslehen Sulzbürg und Pyrbaum (Lehensgut). Als nur dem Reich unterstellte Landesherren herrschten sie über zwei Enklaven, die von der (oberen) Kurpfalz, zuletzt der kurbayrischen Oberpfalz und dem fränkischen Teil des Herzogtums Pfalz-Neuburg umschlossen waren bzw. im Nordwesten an das Gebiet der Reichsstadt Nürnberg grenzten. 
Heute deckt sich ihr damaliges Territorium im Wesentlichen mit dem Gebiet der Gemeinden Mühlhausen und Pyrbaum im Landkreis Neumarkt in der Oberpfalz. Als Landesherren besaßen sie die hohe Gerichtsbarkeit über ihre leibeigenen Untertanen. Daneben hatten sie noch Streubesitz in den benachbarten Fürstentümern in einzelnen Dörfern und Gehöften (Allodialgut); insbesondere um Allersberg und Hilpoltstein. Über die dort lebenden Untertanen herrschten sie lediglich als Grundherren und besaßen demnach auch nur die niedere Gerichtsbarkeit. Die Wolfsteiner hatten sich obwohl sie als Inhaber von Reichslehen nur dem Reich unterstanden, bis zur förmlichen Erhebung in den Reichsstand der Reichsfreiherren durch Kaiser Karl V. ständiger Versuche der aufstrebenden und machthungrigen Wittelsbacher, ihnen die Landesherrschaft zu nehmen, zu erwehren; insbesondere gegen den Pfalzgrafen. So vermieden sie es im Gegensatz zu anderen Adelsgeschlechtern, die wie sie aus dem Stand der Reichsministerialen hervorgegangen sind, zu bloßen Landsassen der Wittelsbacher abzusteigen. Im Gegenteil gelang es ihnen sogar mit der Ernennung zu erblichen Reichsgrafen, in den Hochadel aufzusteigen.
In einer Urkunde des Kaisers Friedrich II. wird Gottfried I. (auch der Ältere) von Sulzbürg im Jahre 1217 als Zeuge genannt. 30 Jahre später stiftete er gemeinsam mit seiner Frau Adelheid von Hohenfels ein Zisterzienserkloster für Nonnen in Seligenporten, das er auch als Grablege für sich und seine Familie bestimmte. In der zweiten Hälfte des 13. Jahrhunderts gelangte die Burg Wolfstein bei Neumarkt in Familienbesitz. Bereits ab 1290 nannte sich Gottfrieds Sohn, Gottfried II. (auch der Jüngere), und dessen Nachkommen „von Wolfstein“. 1292 erscheint erstmals das Wolfsteiner Wappen – zwei übereinander liegende Löwen (Leoparden), der obere schreitend und der untere aufgerichtet – in einem Siegel.

### Ausbreitung und Besitzungen
Im 14. Jahrhundert erhob der Herzog von Niederbayern, angeblich wegen des Aussterbens der Grafen von Hirschberg, Ansprüche auf die Lehenshoheit. Im Jahre 1353 wurde die Reichsunmittelbarkeit der Wolfsteiner Besitzungen mit der Herrschaft Sulzbürg-Pyrbaum aber ausdrücklich anerkannt. Anfang des 14. Jahrhunderts erhielten sie die Herrschaft Allersberg, um 1346 Burg und Herrschaft Pyrbaum und 1362 das Dorf Mühlhausen vom Kaiser Karl IV. als Lehen. 1350 kam auch Ober-Sulzbürg und 1403 Unter-Sulzbürg in Familienbesitz.
Im 14. Jahrhundert teilte sich das Geschlecht in zwei Linien, die sich auch den Stammsitz, die Burg Wolfstein, teilten. Im Jahre 1414 wurde beiden Linien durch kaiserliches Privileg die hohe Gerichtsbarkeit bestätigt. Im Jahre 1460 wusste sich Hans von Wolfstein des Zugriffs des Pfalzgrafen auf das Lehensgut Wolfstein nur dadurch zu erwehren, dass er es dem König von Böhmen antrug. So fiel das Reichslehen Wolfstein nach dem Tod des Hans von Wolfstein an den König, der es 1465 dem Pfalzgrafen Otto II. verkaufte. Damit endete die Herrschaft der Wolfsteiner über das Territorium und die Burg, nach der sie sich einstmals benannten. 1628 gelangte schließlich das Kurfürstentum Bayern in dessen Besitz. Doch schon Anfang des 17. Jahrhunderts waren Teile der Burg Wolfstein verfallen.
Kaiser Karl V. erteilte 1522 Albrecht von Wolfstein auf seiner freieigenen Herrschaft Ober-Sulzbürg den Reichsfreiherrenstand. Seither gehörten die Herren von Wolfstein zu Sulzbürg zur Reichsritterschaft im Ritterkanton Altmühl des fränkischen Ritterkreises. Nunmehr waren sie in den ihnen verbliebenen Reichslehen vor weiteren Zugriffen des Pfalzgrafen auf ihre Landeshoheit sicher. Möglicherweise war Dankbarkeit gegenüber dem Kaiser ein Grund, womöglich der entscheidende dafür, dass die Wolfsteiner in den ersten Jahrzehnten der Reformation Katholiken geblieben sind. 1561 wurde von ihnen aber die Reformation im Sinne des Luthertums eingeführt.
Noch bevor die Wolfsteiner Reichsgrafen geworden waren, räumte Kaiser Leopold I. deswegen im Jahre 1672 für den Fall ihres Aussterbens im Mannesstamm und dem damit verbundenen Rückfall des Reichslehens dem Herzog von Kurbayern die Anwartschaft auf dieses Lehen ein. Um das zu vermeiden, teilten sich die Wolfsteiner schon lange die Herrschaft in zwei Linien.
1673 verlieh Kaiser Leopold I. dem Freiherren Albrecht Friedrich den Reichsgrafenstand. Die Wolfsteiner besaßen damit die Reichsstandschaft und waren Mitglieder im fränkischen Reichsgrafenkollegium mit Sitz und Stimme auf den Reichstagen. Das Gebiet der Grafen von Wolfstein bestand nun aus den Herrschaften Sulzbürg und Pyrbaum. Zudem hatten sie die Grundherrschaft in vielen Dörfern in der oberen Kurpfalz und im Amt Hilpoltstein im benachbarten Pfalz-Neuburg. Anfang des 18. Jahrhunderts erwarb Graf Philip Friedrich durch Heirat das Schloss Trautskirchen.

### Aussterben und Erbe
Das Geschlecht erlosch am 20. April 1740 mit dem Tod des letzten Grafen Christian Albrecht im Mannesstamm. Zu diesem Zeitpunkt war die jüngere Linie der Wolfsteiner bereits erloschen. So fiel das Reichslehen an das Reich zurück und wegen der ihnen eingeräumten Anwartschaft gelangte die Herrschaft über das Lehen an Kurbayern, das sich zudem trotz des Widerstandes der Erben des Allodialgutes dieses gleichfalls einverleibte. 
Die Erben des Allodialgutes waren als Schwiegersöhne des letzten Wolfsteiners Karl August Reichsgraf von Hohenlohe-Kirchberg (1707–1767), der in erster Ehe mit einer von Wolfstein verheiratet war und Christian Friedrich Karl Reichsgraf von Giech zu Thurnau (1729–1797), der mütterlicherseits von den Wolfsteinern abstammte. Nach langem Rechtsstreit konnte Bayern 1768 durch die Zahlung einer Abfindungssumme auch den Allodialbesitz der Familie erwerben. Der erste kurbayerische Administrator war Johann Franz Balthasar von Griesenbeck, Freiherr von Griesenbach (1698–1751); er nahm im Schloss Sulzbürg seinen Amtssitz. Bayern investierte noch in das Wolfsteinsche Schloss auf dem Plateau von Sulzbürg, verkaufte es aber 1804. Es wurde von den neuen Besitzern nach und nach abgebrochen. Zu sehen ist dort noch die evangelische Schlosskirche mit der Gruft der Grafen von Wolfstein und die katholische Pfarrkirche.
Die Wolfsteiner waren mit der Familie Rindsmaul verwandt und gehören zu den Ahnen der beiden Deutschen Kaiser Friedrich III. und Wilhelm II.

## Wappen

### Stammwappen
Das Stammwappen zeigt in Silber zwei übereinander liegende, rote Leoparden, der obere schreitend und der untere steigend; auf dem Helm ist ein silberner Wolfsrumpf, ein schwarzes Lamm im Rachen tragend; die Helmdecken sind rot–silbern (oder rot–golden und schwarz–silbern).
Bei Siebmacher (1605) ist das Wappen im Kapitel „Herrn und Freyherrn“ (Tafel 19) aufgeführt. Dabei ist das goldene Wappen durch einen zweiten gekrönten Helm mit einem goldenen, bekrönten Löwen zwischen einem schwarzen, goldpunktierten offenen Flug als Helmzier erweitert.

### Historische Wappenabbildungen

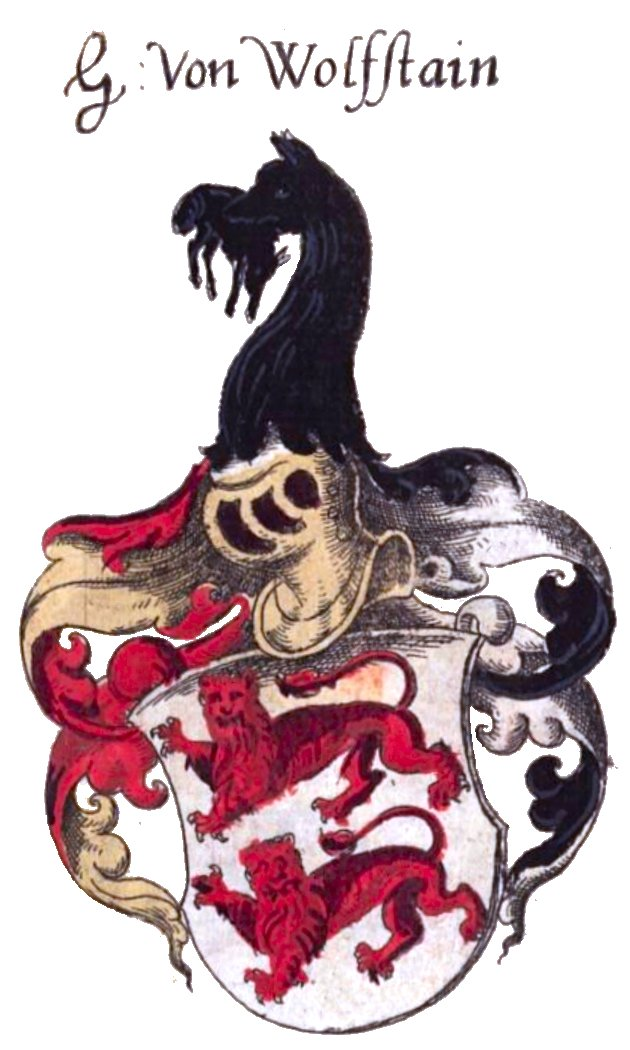
Stammwappen in Sammlung von Wappen aus verschiedenen, besonders deutschen Ländern
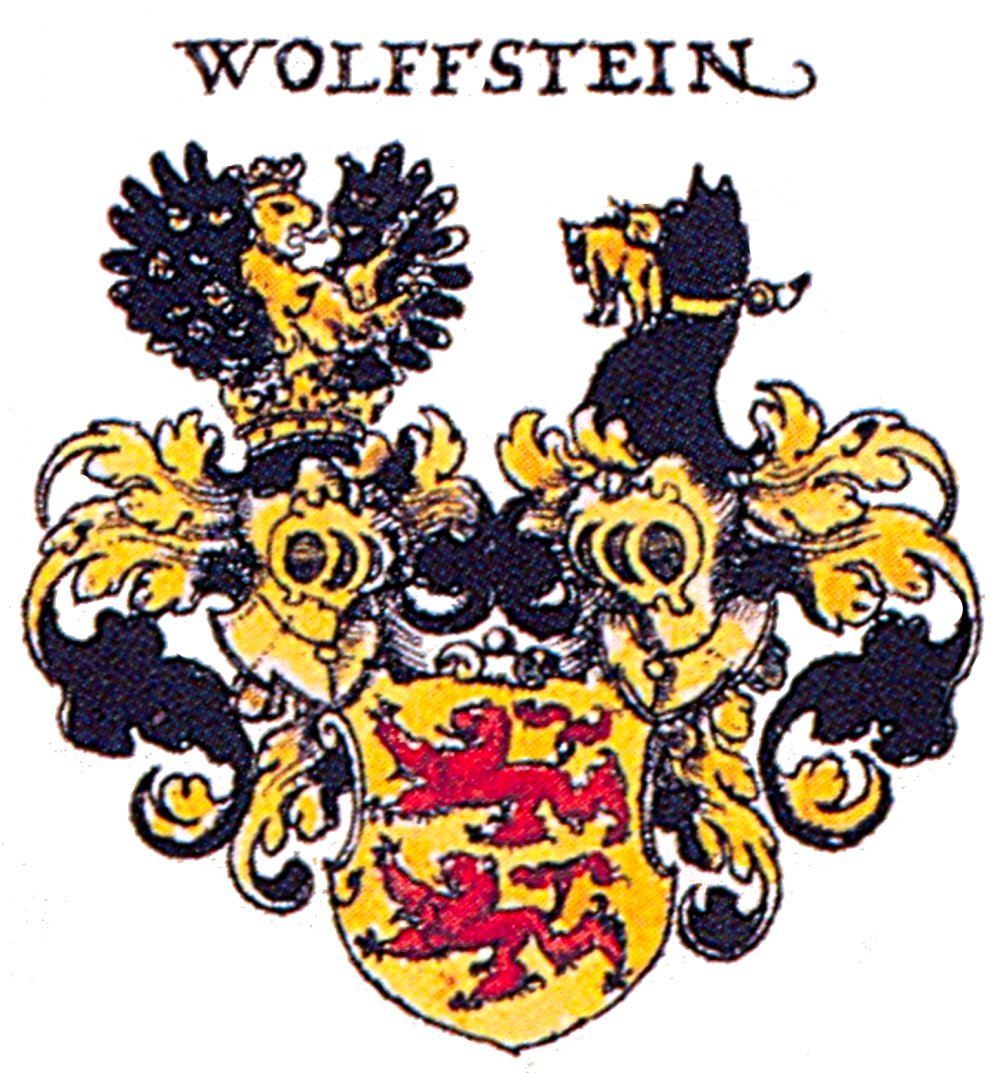
Freiherrnwappen nach Siebmachers Wappenbuch von 1605

### Kreis- und Ortswappen
Die beiden Leoparden (Löwen) aus dem Wolfsteiner Wappen sind noch heute in einigen oberpfälzischen Wappen zu sehen.

Wappen des Landkreises Neumarkt in der Oberpfalz
Wappen des Marktes Allersberg

## Namensträger
- Sophie Christiane von Wolfstein (1667–1737), geborene Gräfin von Wolfstein und verheiratete Markgräfin von Brandenburg-Kulmbach
- Charlotte Amalie Gräfin von Wolfstein (1706–1729), erste Ehefrau des Fürsten Karl August zu Hohenlohe-Kirchberg (1707–1767), eine der beiden Töchter des letzten Grafen von Wolfstein, die den Hohenlohern Wolfsteiner Ländereien zubrachte